# Frank Asmus
Frank Asmus (* 19. März 1965 in Konstanz) ist ein deutscher Regisseur, Coach und Autor.

## Werdegang
Asmus studierte Regie am Max Reinhardt Seminar in Wien, der Universität für Musik und Darstellende Kunst. Er war Schüler von Samy Molcho, assistierte dem Dramatiker Heiner Müller und spielte auch selbst, u. a. bei den Salzburger Festspielen in einer Inszenierung von Peter Stein.
Seine ersten eigenen Inszenierungen waren „Warten auf Godot“ von Samuel Beckett und „Hamlet“ von William Shakespeare in Wien. Asmus lebt seit 1993 in Berlin und arbeitete noch bis 2010 als Schauspieldozent und Regisseur, die Schwerpunkte waren Samuel Beckett und die Antike. Seine letzte Inszenierung war die Uraufführung einer Adaptierung von Wolfgang Welsch „Ich war Staatsfeind Nr. 1“ am Theater Trier. Parallel zur Regie arbeitete Asmus seit Studienzeiten im Bereich strategische Kommunikation.
Asmus lebt in Berlin und ist mit der Schauspielerin und Coachin Rebecca Asmus verheiratet, sie haben gemeinsam zwei Kinder.

### Arbeit als Coach, Berater und Speaker
2007 gründete Asmus zusammen mit dem Journalisten Tilman Billing die „Asmus & Billing Kommunikation“, mit der die beiden unter anderem Politiker für TV-Auftritte coachten. Asmus bezeichnet sich seit 2010 als Keynote Coach. Von seiner Arbeit als Kommunikationsexperte berichtet er in seinem im September 2021 erschienenen Buch „Impact! Wie Sie sich und andere überzeugen - The Power of Influence“. Als Coach arbeitet er mit Unternehmern und Marketing-Teams, Politikern, Wissenschaftlern und Sportlern.
Frank Asmus lehrt „Professional Speaking“ bei der German Speakers Association (GSA) und ist Dozent für Kommunikation an der Technischen Universität Berlin.

## Auszeichnungen
- 2016: TOP 100 Excellent Speaker bei Expert Marketplace[8]

## Werk

### Inszenierungen (Auswahl)
- 1991: „Hamlet“ von William Shakespeare
- 2005: „Warten auf Godot“ von Samuel Beckett, Klagenfurter Stadttheater
- 2006: „Leonce und Lena“ von Georg Büchner, Tiroler Landestheater
- 2006: „Medea“ nach Euripides, Landestheater Vorarlberg
- 2008: „Endspiel“ von Samuel Beckett, Theater Trier
- 2010: „Ich war Staatsfeind Nr. 1“ nach Wolfgang Welsch, Theater Trier

### Publikationen
- 2021: „Impact! Wie Sie sich und andere überzeugen - The Power of Influence“, Goldegg Verlag, ISBN 978-3-99060-218-8